# Персіджа
Persatuan Sepak Bola Indonesia Jakarta, більш відомий як Персіджа, Джакарта — індонезійський футбольний клуб з міста Джакарта. Клуб є 10-разовим чемпіоном ліги, жодного разу не залишив вищий дивізіон з початку чемпіонату 1930 року.

## Гравці
Сучасний склад:
| №  | Поз. | Нац.      | Гравець                          |
| -- | ---- | --------- | -------------------------------- |
| 3  | ПЗ   | Індонезія | Ірфенді Зейн                     |
| 4  | ЗХ   | Індонезія | Руйджі Утомо                     |
| 5  | ЗХ   | Індонезія | Вава Маріо Ягало                 |
| 6  | ЗХ   | Індонезія | Маман Абдуррахман                |
| 7  | ПЗ   | Індонезія | Рамдані Лесталуху                |
| 8  | ПЗ   | Індонезія | Сутанто Тан                      |
| 10 | НП   | Індонезія | Руді Відодо                      |
| 11 | ПЗ   | Індонезія | Новрі Сетіаван                   |
| 13 | ЗХ   | Індонезія | Гунаван Дві Кахіо                |
| 14 | ЗХ   | Індонезія | Ісмед Софьян (капітан)           |
| 17 | НП   | Індонезія | Амбрізал Уманайло                |
| 18 | ПЗ   | Індонезія | Мухаммед Харгіанто               |
| 20 | НП   | Індонезія | Бамбанг Памунгкас (віце-капітан) |
| 21 | ПЗ   | Індонезія | Амарзукіх                        |

| №  | Поз. | Нац.      | Гравець                 |
| -- | ---- | --------- | ----------------------- |
| 24 | ЗХ   | Індонезія | Евраїм Тонсі            |
| 26 | ВР   | Індонезія | Ендрітані Ардіяса       |
| 27 | ПЗ   | Індонезія | Фітра Рідван            |
| 28 | ЗХ   | Індонезія | Резальді Гехануса       |
| 29 | ПЗ   | Індонезія | Сенді Дарма Суте        |
| 30 | ВР   | Індонезія | Різкі Дармаван          |
| 32 | ПЗ   | Непал     | Рохіт Чанд              |
| 33 | ЗХ   | Бразилія  | Вілліан Пачеко          |
| 34 | ВР   | Індонезія | Дарионо                 |
| 50 | НП   | Бразилія  | Бруно Лопес             |
| 70 | НП   | Індонезія | Панді Лесталуху         |
| 85 | ЗХ   | Індонезія | Майкл Орах              |
| 88 | НП   | Австралія | Рейналдо Еліас да Коста |

## Тренери
| Роки      | Ім'я                 |
| --------- | -------------------- |
| 1999–2000 | Іван Венков Колєв    |
| 2001      | Софіян Хаді          |
| 2004      | Карлос Гарсія Камбон |
| 2004      | Сергій Дубровін      |
| 2005–2006 | Юрій Аркан           |
| 2006–2007 | Рахмад Дармаван      |
| 2008–2009 | Данурвіндо           |
| 2009–2010 | Бенні Долло          |
| 2010–2011 | Рахмад Дармаван      |
| 2011–2012 | Іван Сетіаван        |
| 2013–2014 | Бенні Долло          |
| 2014–2015 | Рахмад Дармаван      |
| 2015–2016 | Бамбанг Нурдіансія   |
| 2016      | Пауло Камарго        |
| 2016      | Зейн аль-Хадад       |
| 2017-     | Стефано Кугурра      |